# Меш
„Меш“ (на английски: Mesh) е електронна синтпоп група от Бристъл, Англия.
Ранното им звучене е по-твърдо и ориентирано към индъстриъла, а последните албуми съдържат песни със запомнящи се мелодии с хитов потенциал и романтични текстове.
Групата е основана през 1992 г. от Марк Хокинс (Mark Hockings) и Ричард Силвъртърн (Richard Silverthorn), след като двамата се срещат на един концерт на тогавашната група на Силвъртърн. Към тях скоро се присъединява и бившият колега на Ричард, Нийл Тейлър (Neil Taylor), като в този състав групата се задържа до септември 2006.
На 13 септември 2006 г. Нийл напуска, като обявява, че дава приоритет на други неща в живота си. Хокинс и Силвърторн единодушно потвърждават, че ще продължат да правят музика с Mesh. За лайв-изпълненията привличат клавириста Джоф Пинкни (Geoff Pinckney) и Шон Сюлман (Sean Suleman).
По последния си албум „We Collide“ (2006), Mesh работят с дългогодишния продуцент на Депеш Мод и Ирейжър, Гарет Джоунс.

## Състав
- Марк Хокинс – вокали, клавишни, програмиране, текстове (1992 —)
- Ричард Силвърторн – клавишни, програмиране (1992 —)
- Нийл Тейлър – клавишни, програмиране (1992 – 2006)
- Джоф Пинкни – клавишни (гост-музикант, 2006 —)
- Шон Сюлман – клавишни (гост-музикант, 2006 —)

## Дискография
- август 1994 – Fragile (EP)
- юни 1996 – In This Place Forever
- септември 1997 – Fragile (extended CD)
- април 1998 – Fragmente
- февруари 1999 – The Point At Which It Falls Apart
- април 2000 – Original 91 – 93
- април 2002 – Who Watches Over Me?
- март 2006 – We Collide